# Goodluck Jonathan
Goodluck Ebele Jonathan (Ogbia, 20 novembre 1957) è un politico nigeriano, Presidente della Nigeria dal 2010 al 2015.

## Biografia
Esponente del Partito Democratico Popolare, è stato governatore dello stato di Bayelsa. Nominato vicepresidente da Umaru Yar'Adua, che era stato eletto alle elezioni presidenziali del 2007, gli è subentrato nel 2010, a seguito della morte di Yar'Adua, ed è stato confermato Presidente alle elezioni presidenziali del 2011. Il 29 maggio 2015 gli è succeduto Muhammadu Buhari.
È di religione battista.